# Allophylus hispidus
Allophylus hispidus là một loài thực vật]] thuộc họ Sapindaceae. Đây là loài đặc hữu của Sri Lanka.